# Kenta Izumi

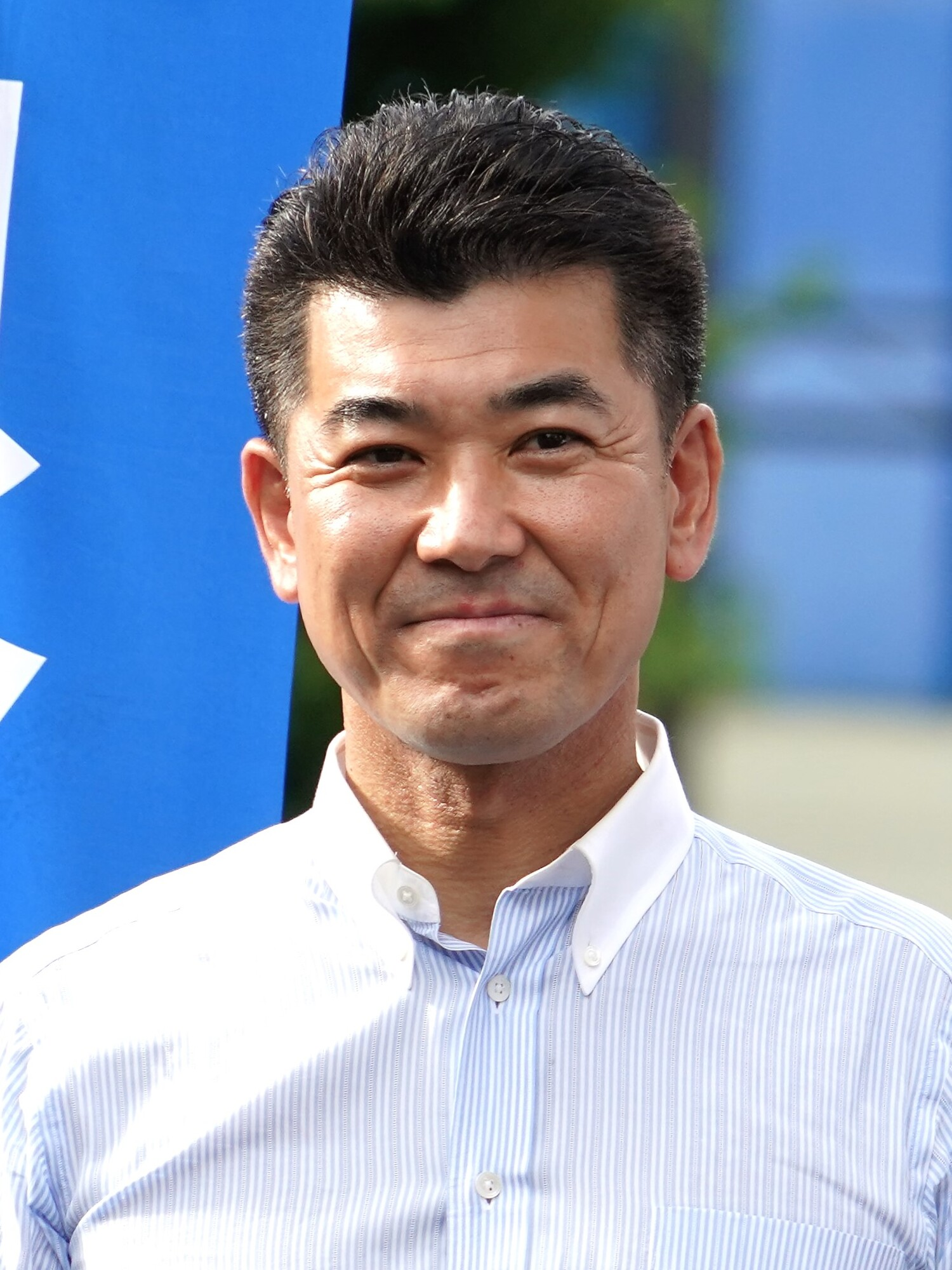
Izumi im Wahlkampf 2022

Kenta Izumi (japanisch 泉 健太 Izumi Kenta; * 29. Juli 1974 in Sapporo, Hokkaidō) ist ein japanischer Politiker, Mitglied im Abgeordnetenhaus, dem Unterhaus des Nationalparlaments, für den Wahlkreis Kyōto 3 und von 2021 bis 2024 Vorsitzender der Konstitutionell-Demokratischen Partei (KDP). Frühere Parteizugehörigkeiten waren DP → DFP → Kibō → „alte“ DVP. In der Partei steht mit der Izumi-Gruppe (formal 新政権研究会 Shin-seiken kenkyūkai, etwa „Forschungsrat für eine neue Regierung“) seit 2021 eine eigene Faktion, die hauptsächlich aus ehemaligen DVP-Politikern und ehemaligen Mitgliedern der Maehara- und Hata-Gruppen der Demokraten besteht.
Izumi, der Sohn eines Mitglieds des Parlaments der Stadt Ishikari, studierte an der rechtswissenschaftlichen Fakultät der Ritsumeikan-Universität und war bereits in seiner Studienzeit politisch aktiv, als er sich etwa bei der (erfolgreichen) Rückkehr von Hokkaidōs linkem Ex-Gouverneur Takahiro Yokomichi in die Nationalpolitik im Wahlkampf 1996 oder als freiwilliger Helfer bei der UN-Klimakonferenz in Kyoto 1997 engagierte. Nach seinem Abschluss wurde er Sekretär für Tetsurō Fukuyama, damals neu gewählter Senator für Kyōto. Im Jahr 2000 plante er eine Anstellung beim Personaldienstleister Recruit, erhielt von der Demokratischen Partei das Angebot der Kandidatur im Abgeordnetenhauswahlkreis Kyōto 3, der den Süden der Stadt Kyōto und südwestliche Vororte umfasst, und wechselte die aktive Politik.
Bei der Abgeordnetenhauswahl 2000, bei der sich in Kyōto 3 der kommunistische Amtsinhaber Iwao Teramae zurückzog, unterlag Izumi mit rund 32 % der Stimmen aber Yasuhiko Okumura (LDP), der kommunistische Kandidat landete mit unter 25 % der Stimmen nur auf Platz drei, während die Sozialdemokratische Partei mit einem eigenen Kandidaten antrat, der über 7 % der Stimmen erhielt. Bei der nächsten allgemeinen Abgeordnetenhauswahl 2003 gab es nur noch drei Kandidaten von LDP, DP und KPJ in Kyōto 3, und Izumi setze sich gegen Okumura durch. Den Wahlkreis konnte er bei den Wahlen 2005 und 2009 verteidigen. 2012 und 2014 unterlag er dem Ex-Komiker Kensuke Miyazaki (LDP), gewann aber mit hinreichend knappen Niederlagen jeweils einen Verhältniswahlsitz im Block Kinki. Als Miyazaki 2016 zurücktrat, trat Izumi von seinem Verhältniswahlmandat zurück, um sich bei der resultierenden Nachwahl im April 2016 nun für die DFP wieder für den Mehrheitswahlsitz Kyōto 3 zu bewerben. Izumi gewann deutlich und konnte den Wahlkreis bei den Wahlen 2017 (als Kibō-Kandidat),  2021 und 2024 (als KDP-Kandidat) halten.
Zu Beginn der Regierungszeit der Demokraten war Izumi für die Kabinette Hatoyama und Kan von 2009 bis 2010 parlamentarischer Sekretär (daijin-seimukan) im Kabinettsamt. In der Kibō no tō und der „alten“ DVP führte er von 2017 bis 2018 jeweils das Komitee für Parlamentsangelegenheiten, in der der „alten“ DVP und der „neuen“ KDP zwischen 2018 und 2021 jeweils den politischen Ausschuss.
In der Reorganisation der beiden Demokratischen Parteien 2020 wechselte Izumi von der „alten“ DVP zur „neuen“ KDP und trat bei der ersten Wahl des Parteivorsitzenden der vergrößerten Partei an, unterlag aber dem „alten“ KDP-Vorsitzenden Yukio Edano. Als dieser nach dem schwachen Abschneiden der KDP bei der Abgeordnetenhauswahl 2021 zurücktrat, kandidierte Izumi erneut und setzte sich gegen Seiji Ōsaka und Jun’ya Ogawa durch. Unter seiner Führung verlor die KDP unter Teilfortsetzung der Mitte-links-Wahlkooperation inklusive der KPJ bei der Senatswahl 2022 an Boden, während sich die Nippon Ishin no Kai als Mitte-rechts-Oppositionspartei auch jenseits ihrer Heimathochburg Osaka ausbreitete. Nach einer Amtszeit unterlag er bei der Wahl zum Parteivorsitz 2024 bereits im ersten Wahlgang Yoshihiko Noda und Yukio Edano.